# Yoltla

Yoltla es una supercomputadora perteneciente a la Universidad Autónoma Metropolitana, ubicada en el campus Iztapalapa, en la Ciudad de México.

## Descripción
Yoltla, en funcionamiento desde el 15 de abril de 2014, forma parte del Laboratorio de Supercómputo y Visualización en Paralelo (LSVP) de la División de Ciencias Básicas e Ingeniería (DCBI) de la Universidad Autónoma Metropolitana Unidad Iztapalapa (UAM-I), en funciones desde finales del año 1993. El nombre Yoltla, palabra proveniente del vocablo náhuatl: Yoltlamaltini que significa "Semillero del saber o conocimiento". 

## Configuración
Yoltla está formada por 2160 núcleos de procesamiento (distribuidos en 216 procesadores Intel Xeon de diez núcleos), que tienen en conjunto una capacidad de teórica de 54 TeraFLOPS. Cada núcleo de procesamiento posee 3.2 GB de memoria RAM, teniendo un total de 64GB de RAM por nodo de cómputo. El cluster Yoltla tiene un total de 6912 GB de memoria RAM distribuida.
El proceso de integración del cluster Yoltla desde el armado de cada rack hasta la implementación del sistema operativo y la puesta a punto, fue realizado por alumnos de licenciatura y posgrado de la UAM campus Iztapalapa.